# Coniophanes michoacanensis
Coniophanes michoacanensis — вид змій родини полозових (Colubridae). Ендемік Мексики.

## Поширення і екологія
Coniophanes michoacanensis відомі за кількома зразками, зібраними в штатах Мічоакан і Герреро. Вони живуть в тропічних листяних лісах та на плантаціях.